# Timothy Brook
Pour les articles homonymes, voir Brook.
Timothy Brook est un historien et sinologue canadien né le 6 janvier 1951 à Toronto. Il est docteur en histoire, diplômé de l'université Harvard (1984). Timothy Brook est professeur à l'Université de la Colombie-Britannique à Vancouver et à l'université de Shanghai.

## Biographie
Une grande partie de son enfance se déroule dans sa ville natale de Toronto, puis à Vancouver.
Timothy Brook obtient un baccalauréat en littérature anglaise à l'université de Toronto en 1973 ; une maîtrise en études régionales - Asie orientale à l'université Harvard en 1977 et, en 1984, à la même université, un doctorat en histoire et langues d'Asie orientale, où son directeur de thèse est Philip A. Kuhn.
De 1984 à 1986, Brook est boursier MacTaggart à l'université de l'Alberta. De 1986 à 1997, il est assistant d'un professeur titulaire à l'université de Toronto. Il devient professeur d'histoire à l'université Stanford de 1997 à 1999, puis professeur d'histoire à l'université de Toronto et professeur de chinois de l'université d'Oxford de 1999 à 2004. Nommé professeur à l'université de la Colombie-Britannique en 2004, il est directeur du St. John's College de 2004 à 2009. Il est également directeur académique du programme d'études tibétaines contemporaines à l'Institut de recherches asiatiques de l'université de la Colombie-Britannique. Il est élu président de l'Association for Asian Studies en 2015.

### Vermeer
Il est particulièrement connu pour son livre Le Chapeau de Vermeer, qui analyse plusieurs tableaux de Vermeer à partir de l'histoire économique, en particulier les débuts de la mondialisation. En France, ce livre reçoit un accueil chaleureux dans la presse généraliste aussi bien que spécialisée,,. Ce livre est ensuite adapté en documentaire pour la télévision .

### Asie
Dans son livre La Carte perdue de John Selden, inspiré par la carte de Selden, il traite des échanges entre l'Asie et l'Europe au XVIIe siècle.
Timothy Brook est notamment à l'origine de la thèse du « Grand État », une expression désignant la conception expansionniste mongole du XIIIe siècle et diffusée dans toute l'Asie. Selon lui la Chine des Yuan, des Ming, des Qing et la Chine actuelle témoignent par leur vocabulaire et leur comportement d'ambitions hégémoniques héritées de cette conception mongole,. Cette thèse est cependant remise en cause, à des degrés divers, par plusieurs universitaires,,,.

## Principaux ouvrages

### Originaux en anglais
- Quelling the People. The Military Suppression of the Beijing Democracy Movement, New York, Oxford University Press, 1992. (ISBN 0804736383),  (ISBN 978-0804736381)
- Praying for Power. Buddhism and the Formation of Gentry Society in the Late-Ming China, Cambridge (Mass.), Council on East Asian Studies, Harvard University, 1993.
- The Confusions of Pleasure. Commerce and Culture in Ming China, Berkeley, University of California Press, 1998. (ISBN 0520221540)  (ISBN 978-0520221543)  — existe aussi en format kindle--Lire extraits en ligne
- Collaboration. Japanese Agents and Local Elites in Wartime China, Cambridge (Mass.), Harvard University Press, 2005.
- The Chinese State in Ming Society, Londres, Routledge Curzon, 2005, (ISBN 0415345073),  (ISBN 978-0415345071)  — Kindle disponible
- Avec Jérôme Bourgon et Gregory Blue : Death by a Thousand Cuts, Cambridge (Mass.), Harvard University Press, 2008.
- Vermeer's Hat: The Seventeenth Century and the Dawn of the Global World, New York, Bloomsbury, 2008.
- The Troubled Empire. China in the Yuan and Ming Dynasties, Cambridge (Mass.), Harvard University Press, 2010. (ISBN 0674072537)  (ISBN 978-0674072534)
- Mr. Selden's Map of China: Decoding the Secrets of a Vanished Cartographer , Bloomsbury Publishing PLC, 2013  -  (ISBN 1620401436)  (ISBN 978-1620401439)
- Mr Selden's Map of China: The Spice Trade, a Lost Chart and the South China Sea, Profile Books Ltd , 2014.  (ISBN 1781250383),  (ISBN 978-1781250389).

### Traductions en français
- Le Chapeau de Vermeer : Le XVIIe siècle à l'aube de la mondialisation [« Vermeer's Hat: The Seventeenth Century and the Dawn of the Global World »]  (trad. de l'anglais), Paris, Payot, coll. « Histoire », 2010, 299 p. (ISBN 978-2-228-90493-3) (traduit par Odile Demange)

- Prix Auguste-Pavie 2010 de l'Académie des sciences d'outre-mer,
- devenu un film documentaire Le Chapeau de Vermeer de Nicolas Autheman (2020).
- Sous l'œil des dragons : La Chine des dynasties Yuan et Ming [« The Troubled Empire. China in the Yuan and Ming Dynasties »]  (trad. de l'anglais), Paris, Payot, coll. « Histoire », 2012, 421 p. (ISBN 978-2-228-90804-7) (traduit par Odile Demange)
- La Carte perdue de John Selden [« Mr Selden's Map of China: The Spice Trade, a Lost Chart and the South China Sea »]  (trad. de l'anglais), Paris, Payot, coll. « Histoire », 2015, 295 p. (ISBN 978-2-228-91311-9) (traduit par Odile Demange)
- Le Léopard de Kubilai Khan. Une histoire mondiale de la Chine, Payot, 2019.

## Conférences
- (fr) Guest lecturer, « Valeurs et prix dans la Chine des Ming (1368-1644) », Collège de France, chaire d'histoire de la Chine moderne, en octobre 2010. [écouter en ligne]